# ورشو (آلاباما)
ورشو (به انگلیسی: Warsaw) یک منطقهٔ مسکونی در ایالات متحده آمریکا است که در شهرستان سومتر، آلاباما واقع شده‌است. ورشو ۳۷ متر بالاتر از سطح دریا واقع شده‌است.